# FV Scorpii
FV Scorpii (FV Sco) es una estrella variable de magnitud aparente máxima +8,07.
Encuadrada en la constelación de Escorpio, visualmente se localiza entre HD 155450 y HD 155806 (V1075 Scorpii).
Su paralaje medida por el satélite Hipparcos (1,60 ± 0,85 milisegundos de arco) sitúa a FV Scorpii a 625 pársecs (2040 años luz) del sistema solar, pero el error en la medida es tal que podría encontrarse al doble de esa distancia.
FV Scorpii es una binaria cercana «desprendida», así como una binaria eclipsante.
Su período orbital es de 5,7279 días y el plano orbital está inclinado 80° respecto al plano del cielo.
La componente principal es una estrella blanco-azulada de la secuencia principal de tipo espectral B6V.
Con una temperatura efectiva de 11.630 K, es 697 veces más luminosa que el Sol.
Tiene una masa de 6,87 masas solares y su radio es 6,58 veces más grande que el del Sol.
La componente secundaria tiene tipo A6, aunque también ha sido catalogada como B9.
Con una temperatura de 9.550 K, su luminosidad equivale a 147 veces la luminosidad solar.
Su radio es 4,48 veces más grande que el radio solar.
La separación entre ambas estrellas es de 30 radios solares, equivalente a 0,14 UA.
Durante el eclipse principal —cuando la estrella menos luminosa intercepta la luz de la estrella B6V— el brillo del sistema disminuye 0,77 magnitudes.
El eclipse secundario supone un descenso de 0,10 magnitudes.